# Paragaleodes tunetanus
Paragaleodes tunetanus är en spindeldjursart som beskrevs av Kraepelin 1899. Paragaleodes tunetanus ingår i släktet Paragaleodes och familjen Galeodidae. Inga underarter finns listade i Catalogue of Life.